# Mens Sana Basket 2001-2002
Questa voce raccoglie le informazioni riguardanti la Mens Sana Basket nelle competizioni ufficiali della stagione 2001-2002.

## Stagione
La stagione 2001-2002 della Mens Sana Basket, sponsorizzata Montepaschi, è la 16ª nel massimo campionato italiano di pallacanestro, la Serie A. Ha partecipato anche all'ultima edizione della Coppa delle Coppe (Coppa Saporta).
All'inizio della nuova stagione la Lega Basket decise che le società italiane potevano tesserare fino a sette giocatori stranieri, con anche la caduta della distinzione tra giocatori comunitari ed extracomunitari.

## Roster
Aggiornato al 20 dicembre 2021.
| Montepaschi Siena 2001-02 | Montepaschi Siena 2001-02 |
| Giocatori                 | Staff tecnico             |
| ------------------------- | ------------------------- |

| N. | Naz.                                              | Ruolo | Nome                | Anno | Alt.   | Peso   |  |
| -- | ------------------------------------------------- | ----- | ------------------- | ---- | ------ | ------ |  |
| 4  | Macedonia del Nord (bandiera)                     | P     | Vrbica Stefanov     | 1973 | 188 cm | 75 kg  |  |
| 5  | Lituania (bandiera)                               | A     | Mindaugas Žukauskas | 1975 | 202 cm | 95 kg  |  |
| 6  | Slovenia (bandiera)                               | G     | Boris Gorenc        | 1973 | 197 cm | 95 kg  |  |
| 7  | Macedonia del Nord (bandiera) · Italia (bandiera) | P     | Petar Naumoski      | 1968 | 195 cm | 85 kg  |  |
| 8  | Stati Uniti (bandiera)                            | G     | Brian Tolbert       | 1974 | 188 cm | 84 kg  |  |
| 9  | Italia (bandiera)                                 | AP    | Andrea Pilotti      | 1980 | 196 cm | 90 kg  |  |
| 10 | Italia (bandiera)                                 | A     | Marco Rossetti      | 1980 | 203 cm | 86 kg  |  |
| 11 | Jugoslavia (bandiera)                             | C     | Nikola Bulatović    | 1971 | 210 cm | 114 kg |  |
| 12 | Turchia (bandiera)                                | AC    | Alpay Öztaş         | 1976 | 206 cm | 102 kg |  |
| 13 | Argentina (bandiera) · Italia (bandiera)          | P     | Germán Scarone      | 1975 | 190 cm | 86 kg  |  |
| 13 | Lituania (bandiera)                               | AC    | Tomas Masiulis      | 1975 | 205 cm | 100 kg |  |
| 14 | Italia (bandiera)                                 | C     | Roberto Chiacig (C) | 1974 | 210 cm | 116 kg |  |
| 15 | Jugoslavia (bandiera)                             | AG    | Milenko Topić       | 1969 | 204 cm | 101 kg |  |
|    | Stati Uniti (bandiera)                            | PG    | Steve Rogers        | 1968 | 196 cm | 86 kg  |  |

| Allenatore                                                                                      |
| - Ergin Ataman                                                                                  |
| Assistente/i                                                                                    |
| - Simone Pianigiani - Massimiliano Oldoini Legenda - (C) Capitano - (IN) Inattivo - Infortunato |

## Mercato

### Sessione estiva
| Acquisti | Acquisti            | Acquisti         | Acquisti      | Acquisti |
| R.a      | Nome                | da               | Modalità      |          |
| -------- | ------------------- | ---------------- | ------------- | -------- |
| G        | Brian Tolbert       | Galatasaray      | definitivo    |          |
| AP       | Andrea Pilotti      | Petrarca         | fine prestito |          |
| AC       | Alpay Öztaş         | Karşıyaka        | definitivo    |          |
| AG       | Milenko Topić       | Budućnost        | definitivo    |          |
| P        | Vrbica Stefanov     | AEK Atene        | definitivo    |          |
| A        | Mindaugas Žukauskas | Olimpija Lubiana | definitivo    |          |
| C        | Nikola Bulatović    | Partizan         | definitivo    |          |

| Cessioni | Cessioni       | Cessioni          | Cessioni       | Cessioni |
| R.       | Nome           | a                 | Modalità       |          |
| -------- | -------------- | ----------------- | -------------- | -------- |
| AG       | Brian Evans    | Viola R. Calabria | fine contratto |          |
| P        | Emiliano Busca |                   | ritirato       |          |
| C        | Paolo Alberti  | Scaligera Verona  | fine contratto |          |
| G        | Travis Mays    | Basket Napoli     | fine contratto |          |
| AC       | Sylvester Gray | A. Costa Imola    | fine contratto |          |
| AP       | Ron Rowan      |                   | ritirato       |          |
| AC       | Davide Pessina |                   | ritirato       |          |
| C        | Giovanni Savio | A. Costa Imola    | fine contratto |          |

### Dopo l'inizio della stagione
| Acquisti | Acquisti       | Acquisti        | Acquisti        | Acquisti   |
| R.       | Nome           | da              | Data            | Modalità   |
| -------- | -------------- | --------------- | --------------- | ---------- |
| PG       | Steve Rogers   | Free agent      | 16 gennaio 2002 | definitivo |
| P        | Petar Naumoski | Free agent      | 2 febbraio 2002 | definitivo |
| AC       | Tomas Masiulis | Žalgiris Kaunas | 8 marzo 2002    | definitivo |

| Cessioni | Cessioni     | Cessioni   | Cessioni        | Cessioni    |
| R.       | Nome         | a          | Data            | Modalità    |
| -------- | ------------ | ---------- | --------------- | ----------- |
| G        | Steve Rogers | Free agent | 24 gennaio 2002 | rescissione |